# Barbă albastră (poveste)
Barbă Albastră (în franceză barbe-bleue) este o poveste franceză scrisă de Charles Perrault. 
Povestea se învârte în jurul unui aristocrat care și-a ucis șase dintre fostele soții și s-a recăsătorit cu o tânără.

## Rezumat
Aristocratul Barbă Albastră dorește să se căsătorească, el reușind în cele din urmă să o ia de soție pe frumoasa fiică a unei vecine. Aducând mireasa în casă, el dorește să o pună la încercare, să vadă dacă ea îl iubește cu adevărat. El îi spune tinerei femei că trebuie să plece într-o călătorie, încredințându-i cheile casei, cu condiția să nu intre în odaia care este închisă cu cheia de aur. Din plictiseală și curiozitate, femeia folosește, în cele din urmă, cheia de aur. Când intră în odaie, ea găsește cadavrele primelor șase soții ale lui Barbă Albastră. Aristocratul, întors, găsește urme de sânge pe cheia de aur și vrea să-și pedepsească soția. Aceasta scapă de moarte când sosesc frații ei, care, în cele din urmă, îl ucid pe Barbă Albastră. Tema poveștii a fost preluată și în alte opere literare sau muzicale.

## Legături externe
- SurLaLune Fairy Tale Pages: Heidi Anne Heiner, "The Annotated Bluebeard" Arhivat în 24 august 2018, la Wayback Machine.
- Variants
- "Bluebeard and the Bloody Chamber" by Terri Windling
- Leon Botstein's concert notes on Dukas' Ariane et Barbe-bleue
- Glimmerglass Opera's notes on Offenbach's Barbe Bleue, the Bluebeard fairy tale in general, and operetta in the time of Offenbach.
- A Shakespeare reference
- fr  Bluebeard, audio version